# Хец
Хец (івр. חֵץ, МФА: [ˈχet͡s], «Стріла») відома також за англійським перекладом назви Arrow(Ерроу) — система протиракетної оборони, розроблена відповідно до планів ізраїльського уряду, які передбачали створення ефективного засобу ПРО, що за своїми характеристиками мав перевершити американський зенітно-ракетний комплекс «Петріот». Фінансування та виробництво системи здійснюється спільними зусиллями США та Ізраїлю. Розробкою комплексу, яка розпочалася в 1986 році, керує ізраїльське міністерство оборони. Основними розробниками виступають компанії Israel Aerospace Industries та Boeing.
Комплекс складається із гіперзвукової ракети-перехоплювача Хец, радіолокаційної станції раннього попередження з АФАР EL/M-2080 Green Pine, пункту управління Golden Citron та центру управління пуском Brown Hazelnut. Всі компоненти системи є пересувними й можуть переміщатися на спеціально підготовлені місця.
Спершу була розроблена ракета Хец-1, що слугувала технологічним демонстратором. Після того як вона успішно пройшла випробування, була створена версія Хец-2, яка була прийнята на озброєння та поставлена в серійне виробництво. «Хец» розглядається як одна з найефективніших систем протиракетної оборони, які нині стоять на озброєнні. Вона стала першим комплексом ПРО, який спеціально розробляли для перехоплення й знищення балістичних ракет. Перша батарея «Хец» досягла бойової готовності у жовтні 2000 року. Хоча деякі компоненти системи експортувалися в інші країни, Командування протиповітряної оборони Ізраїлю залишається єдиним користувачем «Хец». Комплекс створює верхній ешелон протиракетної оборони країни.
У січні 2018 була введена в експлуатацію ракета Хец-3, вона має більшу швидкість, дальність та висоту польоту, ніж Хец-2, та здатна перехоплювати балістичні ракети ще під час їхнього польоту в космічному просторі. Згідно з інформацією, озвученою главою ізраїльського космічного агентства, нова ракета дала можливість використовувати комплекс як протисупутникову зброю, що робить Ізраїль однією з кількох країн світу, які мають засоби знищення супутників.

## Історія створення
Початок розробки системи став відповіддю Ізраїлю на зростання ракетної загрози з боку окремих арабських держав, які на початку 1980-х років отримали ракети класу «земля — земля» великої дальності. Ізраїльські військові на початковому етапі розглядали два протиракетних комплекси — іншим був AB-10, розроблений компанією Rafael Advanced Defense Systems на основі американської системи ППО MIM-23 Hawk. Однак «Хец» мала стати системою, що від початку розроблялася для протиракетної оборони, також вона мала більшу дальність дії. Враховуючи ці фактори ізраїльтяни надали перевагу саме їй.
Створення такої системи стало значним викликом для ізраїльського військово-промислового комплексу, окрім цього розробка та випробовування вимагали значної кількості фінансових ресурсів. Через це керівництво країни звернулося до свого союзника Сполучених Штатів. Як результат 6 травня 1986 року сторони підписали меморандум про взаєморозуміння стосовно спільного фінансування програми «Ерроу». Вже в 1988 році «Стратегічна оборонна ініціатива» — структурна організація американського міністерства оборони видала компанії Israel Aircraft Industries замовлення на виготовлення технологічного демонстратора системи Хец 1. Війна в Перській затоці дала додатковий поштовх розробці системи. Під час активної фази бойових дій у січні-лютому 1991 року Ізраїль став мішенню для ракетних обстрілів з боку Іраку. Режим Саддама Хусейна використовував ракети "Аль-Хусейн" — іракську модифікацію радянської балістичної ракети Р-17. Тоді для захисту від ракетних ударів, зокрема по території Ізраїлю, американці задіяли зенітно-ракетні комплекси MIM-104 Patriot, однак з погляду ізраїльтян він показав себе недостатньо ефективним засобом протиракетної оборони.
На першому етапі комплекс розроблявся з метою забезпечити захист від таких ракет як Р-17, її модифікація «Аль-Хусейн», 9К79 «Точка», яка знаходилась на озброєнні в Сирії, і DF-3A, яку використовувала Саудівська Аравія. Однак розвиток іранської ракетної програми змусив розробників враховувати можливості найновіших і перспективних, на час розробки комплексу, іранських балістичних ракет. Іцхак Рабин, який у 1984-90 роках працював міністром оборони Ізраїлю, розглядав ракетну небезпеку як одну з найбільших майбутніх загроз ізраїльській безпеці. Він так казав про програму її розробки:

Я мав честь, будучи міністром оборони в уряді національної єдності, голосувати за участь Ізраїлю в «Стратегічній оборонній ініціативі», яку започаткував Рональд Рейган

Для керування процесом розробки Управління розвитку озброєння та військової інфраструктури ізраїльського міністерства оборони створило окремий підрозділ «Хома», який також відомий як Управління протиракетної оборони Ізраїлю і відповідав за координацію діяльності усіх ізраїльських компаній, які були залучені до створення комплексу «Хец».

## Бойове застосування
Наприкінці жовтня 2023 року під час війни між Ізраїлем та ХАМАСом системою було успішно перехоплено та знищено балістичну ракету середнього радіуса, яку запустили хусити з території Ємену.